# Tořič kyperský
Tořič kyperský (Ophrys kotschyi) je druh rostliny popsané v roce 1926 z čeledi vstavačovitých rostoucí pouze na Kypru a některých řeckých ostrovech v Egejském moři, je zde tedy považován za endemitní druh.

## Popis

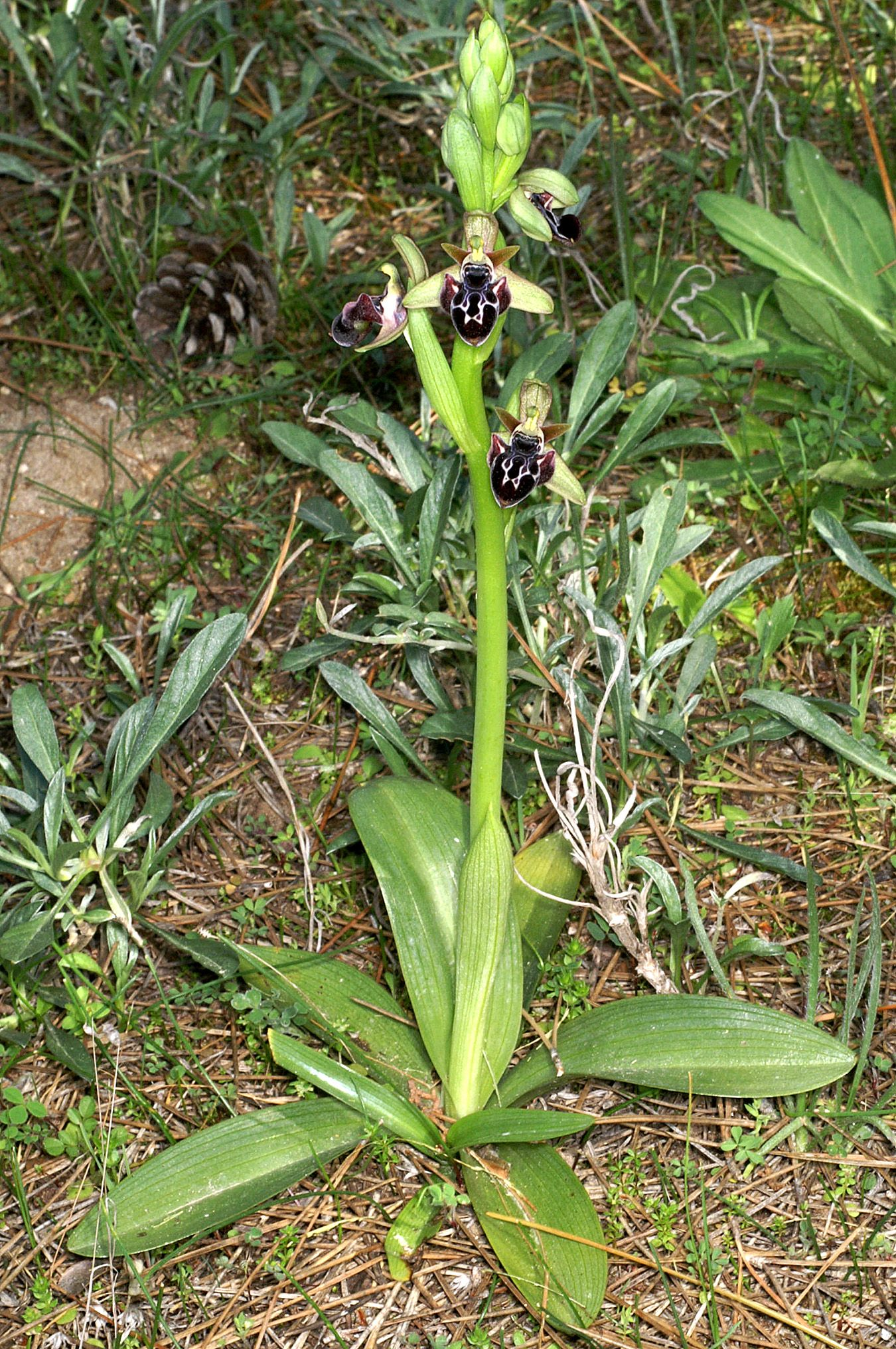
Celkový vzhled rostliny

Tořič kyperský je vysoký 10–35 cm. V přízemní růžici má 2–7 listů dlouhých 4–8 cm. Kališní lístky bývají zelené, narůžovělé nebo hnědavé a jsou dlouhé 12,5–16 mm. Pysk je zbarven tmavě hnědě až purpurově černě, je rovný se zahnutými okraji, na postranních lalocích může být střapatý. Střední lalok je výrazně delší než postranní laloky, uprostřed má matně šedofialovou až červenohnědou skvrnu s bílým okrajem ve tvaru písmene H, někdy může být tvar komplikovanější. Květenstvím je klas s 2–10 květy. Kvete od konce února do začátku dubna. Plodem je tobolka.

## Výskyt
Tořič kyperský roste na loukách, v křovinách, olivových hájích, opuštěných polích a pastvinách. Preferuje vápenité půdy a do určité míry snáší vyšší koncentraci solí v půdě. Roste především na pobřeží do nadmořské výšky 700 m n. m.

## Poddruhy
Tořič kyperský má 3 uznávané poddruhy:
- Ophrys kotschyi ssp. ariadnae – Řecko
- Ophrys kotschyi ssp. cretica – Kréta a další řecké ostrovy
- Ophrys kotschyi ssp. kotschyi – Kypr; nominátní poddruh